# Challenger de Marbella
El I Marbella Open fue un torneo profesional de tenis del ATP Challenger Tour disputado en el año 2012 sobre pistas de tierra batida, en Marbella, España.

## Individuales
| Año  | Campeón         | Finalista               | Resultado     |
| ---- | --------------- | ----------------------- | ------------- |
| 2012 | Albert Montañés | Daniel Muñoz de la Nava | 3–6, 6–2, 6–3 |

## Dobles
| Año  | Campeones                     | Finalistas                             | Resultado |
| ---- | ----------------------------- | -------------------------------------- | --------- |
| 2012 | Andrey Kuznetsov Javier Martí | Emilio Benfele Álvarez Adelchi Virgili | 6–3, 6–3  |